# جيرارد إغان
جيرارد إغان (بالإنجليزية: Gerard Egan)‏ هو عالم نفس أمريكي، ولد في 1930.